# 2853 Harvill
A 2853 Harvill (ideiglenes jelöléssel 1963 RG) a Naprendszer kisbolygóövében található aszteroida. Indianai Egyetem fedezte fel 1963. szeptember 14-én.